# All Night (bài hát của BTS và Juice Wrld)
"All Night" là một bài hát của RM và Suga từ nhóm nhạc nam Hàn Quốc BTS và nam rapper người Mỹ Juice Wrld, là đĩa đơn thứ ba trong album nhạc phim BTS World: Original Soundtrack, được phát hành vào ngày 21 tháng 6 năm 2019. và được sản xuất bởi RM.

## Bối cảnh
Bài hát được mô tả là một "bài hát hip hop nhịp độ vừa phải với cảm giác thư giãn của thập niên 90". Nó cũng có các nhịp điệu được sản xuất bởi Powers Pleasant.

## Danh sách bài hát
| Tải kỹ thuật số | Tải kỹ thuật số                                                       | Tải kỹ thuật số |
| STT             | Nhan đề                                                               | Thời lượng      |
| --------------- | --------------------------------------------------------------------- | --------------- |
| 1.              | "All Night (BTS World Original Soundtrack) [Part 3]" (với Juice Wrld) | 3:36            |

## Bảng xếp hạng
| Bảng xếp hạng (2019)                              | Vị trí cao nhất |
| ------------------------------------------------- | --------------- |
| France (SNEP)                                     | 32              |
| Greece International Digital (IFPI)               | 100             |
| Hungary (Single Top 40)                           | 13              |
| New Zealand Hot Singles (RMNZ)                    | 17              |
| Scotland (OCC)                                    | 47              |
| South Korea (Gaon)                                | 102             |
| UK Download Singles (OCC)                         | 37              |
| UK Independent Singles (OCC)                      | 40              |
| Hoa Kỳ Bubbling Under Hot 100 Singles (Billboard) | 18              |
| US Digital Songs (Billboard)                      | 19              |
| US World Digital Songs (Billboard)                | 1               |

## Lịch sử phát hành
| Quốc gia | Ngày             | Định dạng                       | Hãng đĩa        | Nguồn |
| -------- | ---------------- | ------------------------------- | --------------- | ----- |
| Toàn cầu | 21 tháng 6, 2019 | Tải kỹ thuật số phát trực tuyến | Big Hit TakeOne | [ 3 ] |